# 見報
《見報》，為馬克媒體旗下的一個自稱中立的雙周報兼傳媒網站，由前香港政黨新思維成員黃成智於2016年11月11日創立。

## 歷史
2016年11月11日，前香港政黨新思維成員黃成智召開記者會，宣布創立雙周報兼傳媒網站《見報》。《見報》班底以親建制派《東周刊》為主，首階段印刷3萬份，頭三個月以雙週免費形式派發，逢隔星期五出版，往後則作週報。《見報》的部份營運經費由微信支付、騰訊等刊登廣告支付。

## 評論
- 《見報》創刊號第二頁以「梁游私竇暗室培慾？」為題，文章內容以至照片都與《大公報》於11月2日刊登，題為《梁游私竇過夜》的報道一樣。2016年11月11日，此事被《大公報》認為《見報》有抄襲的嫌疑。[5]

- 2016年11月11日，對於《見報》自稱「不偏不倚」，創刊號的頭版大題卻是《梁游攬港陪葬》，有學生認為《見報》假裝中立。[6]

- 2016年11月12日，《成報》引述的「業內資深人士」指，《見報》副總編輯潘喜松經常失場，在公司內又不時睡覺，在行內已成笑話，結果很快傳到老闆耳中，最終被「DQ」（解僱）。[4][7]